# Szélkiáltó (folyóirat)
A Szélkiáltó egy 1991-től megjelenő regionális madártani folyóirat. Elsősorban a Nyugat-Dunántúl és a Kisalföld területére vonatkozó természetvédelmi és madártani tárgyú cikkeket közöl. Szerkeszti és kiadja a Magyar Madártani és Természetvédelmi Egyesület Soproni és Kisalföldi helyi szervezete. A nyomtatott változat mellett az egyes lapszámok pdf-formátumban is elérhetőek az interneten, de az egyes cikkek külön-külön is letölthetőek.